# Austrocarabodes pentatrichus
Austrocarabodes pentatrichus är en kvalsterart som först beskrevs av Balogh 1962.  Austrocarabodes pentatrichus ingår i släktet Austrocarabodes och familjen Carabodidae.

## Underarter
Arten delas in i följande underarter:
- A. p. pentatrichus
- A. p. clavatus